# Temporada 2018 del fútbol venezolano
La Temporada 2018 del fútbol venezolano abarca todas las actividades relativas a campeonatos de fútbol profesional, nacionales e internacionales, disputados por clubes venezolanos, y por las selecciones nacionales de este país, en sus diversas categorías, durante el 2018.
| Categoría              | Campeonato                  | Campeón                  |
| ---------------------- | --------------------------- | ------------------------ |
| Primera                | Apertura 2018               | Zamora FC                |
| Primera                | Clausura 2018               | Deportivo Lara           |
| Primera                | Campeón de 1.ª              | Zamora FC                |
| Segunda                | Apertura 2018               | Llaneros EF              |
| Segunda                | Clausura 2018               | Lala FC                  |
| Segunda                | Campeón de 2.ª              | Llaneros EF              |
| Tercera                | Apertura 2018               | Monagas SC B             |
| Tercera                | Clausura 2018               | Monagas SC B             |
| Tercera                | Campeón de 3.ª              | Alianza Monay            |
| Copa Venezuela         | Copa Venezuela 2018         | Zulia FC                 |
| Liga Nacional Femenino | Liga Nacional Femenino 2018 | Arroceros de Calabozo FC |
| Superliga Femenino     | Superliga Femenino 2018     | Flor de Patria           |

## Torneos locales

### Primera
| 3.º título                                                           |
| Zamora F.C. Campeón Apertura 2018 Clasifica a Copa Libertadores 2019 |

| 3.º título                                                              |
| Deportivo Lara Campeón Clausura 2018 Clasifica a Copa Libertadores 2019 |

| 4.º título                                                   |
| Zamora F.C. Campeón de la Primera División de Venezuela 2018 |

### Segunda
| 1.º título                                |
| Llaneros de Guanare Campeón Apertura 2018 |

| 1.º título                           |
| A.C. Lala F.C. Campeón Clausura 2018 |

| 4.º título |
| Llaneros de Guanare Campeón de la Segunda División de Venezuela 2018 Clasifica a Primera División de Venezuela 2019 |

### Tercera
| 1.º título                             |
| Monagas S.C. "B" Campeón Apertura 2018 |

| 1.º título                             |
| Monagas S.C. "B" Campeón Clausura 2018 |

| 1.º título Alianza Monay Campeón de la Tercera División Venezolana 2018 Clasifica a Segunda División de Venezuela 2019 |